# Braås
Pour les articles homonymes, voir Braas.
Braås est une localité de Suède dans la commune de Växjö située dans le comté de Kronoberg.
Sa population était de 1 757 habitants en 2019.